# Melica hunzikeri
Melica hunzikeri är en gräsart som beskrevs av Elisa G. Nicora. Melica hunzikeri ingår i släktet slokar, och familjen gräs. Inga underarter finns listade i Catalogue of Life.